# Vice-président du gouvernement (Russie)
Ne doit pas être confondu avec Premier vice-président du gouvernement (Russie).
Un vice-président du gouvernement de la fédération de Russie (russe : Заместитель председателя Правительства Российской Федерации) est membre du gouvernement de la Russie. Ce poste est communément appelé "Vice-Premier ministre" ou "Vice-président du gouvernement" à l'intérieur et à l'extérieur de la Russie. 
Selon le chapitre 6, article 110 de la Constitution de la Russie, "Le gouvernement de la fédération de Russie est composé du président du gouvernement de la fédération de Russie, du Vice-président du gouvernement de la fédération de Russie et des ministères fédéraux". L'article 112 stipule que le président du gouvernement (Premier ministre) recommande des candidats au poste de vice-président au Président de la Russie. 
Le rôle des Vice-Présidents du gouvernement de la fédération de Russie est de coordonner les activités des organes du gouvernement fédéral et d'effectuer d'autres tâches en réponse à des problèmes ou événements particuliers. Il s'agit d'un poste qui est généralement occupé par plusieurs personnes à la fois. Le Premier vice-président du gouvernement est le membre du gouvernement ayant le plus d'importance après le Président. 

## Vice-présidents du gouvernement actuels
| Photo | Fonction | Titulaire                 |
| ----- | --- | ------------------------- |
|       | Premier vice-président du gouvernement Chargé de l'Industrie de la défense et de l'Espace                              | Denis Mantourov           |
|       | Chef de cabinet du gouvernement                                                                                        | Dmitry Grigorenko         |
|       | Représentant plénipotentiaire du président de la fédération de Russie dans le district fédéral extrême-oriental        | Iouri Troutnev            |
|       | Chargée de la Politique sociale                                                                                        | Tatiana Golikova          |
|       | Chargé de l'Intégration eurasiatique, de la Coopération avec la CEI, les BRICS, le G20 et les Réunions internationales | Alekseï Overtchouk (ru)   |
|       | Chargé de la Construction et du Développement régional                                                                 | Marat Khousnoulline       |
|       | Chargé du Tourisme, du Sport, de la Culture et des Communications                                                      | Dmitri Tchernychenko (en) |
|       | Chargé du Complexe énergétique                                                                                         | Alexandre Novak           |
|       | Chargée du Complexe agro-industriel, des ressources naturelles et de l'Écologie                                        | Dmitry Patrushev (en)     |
|       | Chargé des Transports                                                                                                  | Vitaly Savelyev           |

## Liste complète des Vice-présidents du gouvernement
Ce qui suit est une liste de toutes les personnes qui ont occupé le poste de vice-président du gouvernement en fédération de Russie depuis 1991, ainsi que les cabinets dont ils faisaient partie. 
| Nom                      | Début             | Fin               | Notes                                                                                                   | Gouvernement                                        |
| ------------------------ | ----------------- | ----------------- | --- | --------------------------------------------------- |
| Gennady Bourboulis       | 6 novembre 1991   | 14 avril 1992     | Premier Vice-Premier ministre                                                                           | Gaidar-Eltsine                                      |
| Aleksandr Chokhine       | 6 novembre 1991   | 20 avril 1994     | | Gaïdar-Eltsine Tchernomyrdine I                     |
| Iegor Gaïdar             | 6 novembre 1991   | 15 décembre 1992  | Premier Vice-Premier ministre depuis le 2 mars 1992 Premier ministre par intérim depuis le 15 juin 1992 | Gaïdar-Eltsine                                      |
| Sergueï Chakhraï         | 12 décembre 1991  | 20 avril 1992     | | Gaïdar-Eltsine                                      |
| Mikhaïl Poltoranine      | 22 février 1992   | 25 avril 1992     | | Gaïdar-Eltsine                                      |
| Valeri Makharadze        | 2 mars 1992       | 23 décembre 1992  | | Gaïdar-Eltsine                                      |
| Georgi Khija             | 20 mai 1992       | 11 mai 1993       | | Gaïdar-Eltsine Tchernomyrdine I                     |
| Viktor Tchernomyrdine    | 30 mai 1992       | 14 décembre 1992  | | Gaïdar-Eltsine                                      |
| Anatoli Tchoubaïs        | 1er juin 1992     | 16 novembre 1996  | Premier Vice-Premier ministre depuis le 5 novembre 1994                                                 | Gaïdar-Eltsine Tchernomyrdine I                     |
| Vladimir Choumeïko       | 2 juin 1992       | 20 janvier 1994   | Premier Vice-Premier ministre                                                                           | Gaïdar-Eltsine Tchernomyrdine I                     |
| Boris Saltykov           | 4 juin 1992       | 20 mars 1993      | | Gaïdar-Eltsine Tchernomyrdine I                     |
| Sergueï Chakhray         | 11 novembre 1992  | 20 janvier 1994   | | Gaïdar-Eltsine Tchernomyrdine I                     |
| Iouri Iarov              | 23 décembre 1992  | 24 juillet 1996   | | Gaïdar-Eltsine Tchernomyrdine I                     |
| Boris Fyodorov           | 23 décembre 1992  | 20 janvier 1994   | | Tchernomyrdine I                                    |
| Alexandre Zaverioukha    | 10 février 1993   | 17 mars 1997      | | Tchernomyrdine I Tchernomyrdine II                  |
| Oleg Lobov               | 25 avril 1993     | 18 septembre 1993 | Premier Vice-Premier ministre                                                                           | Tchernomyrdine I                                    |
| Oleg Soskovets           | 30 avril 1993     | 20 juin 1996      | Premier Vice-Premier ministre                                                                           | Tchernomyrdine I                                    |
| Iegor Gaïdar             | 18 septembre 1994 | 20 janvier 1994   | Premier Vice-Premier ministre                                                                           | Tchernomyrdine I                                    |
| Alexandre Chokhine       | 23 mars 1994      | 6 novembre 1994   | | Tchernomyrdine I                                    |
| Sergueï Chakhraï         | 7 avril 1994      | 5 janvier 1996    | | Tchernomyrdine I                                    |
| Oleg Davydov             | 9 novembre 1994   | 17 mars 1997      | | Tchernomyrdine I Tchernomyrdine II                  |
| Alexeï Bolchakov         | 9 novembre 1994   | 17 mars 1997      | Premier Vice-Premier ministre depuis le 14 août 1996                                                    | Tchernomyrdine I Tchernomyrdine II                  |
| Vladimir Polevanov       | 25 novembre 1994  | 24 janvier 1995   | | Tchernomyrdine I                                    |
| Nikolaï Iegorov          | 7 décembre 1994   | 30 juin 1995      | | Tchernomyrdine I                                    |
| Vitaly Ignatenko         | 31 mai 1995       | 17 mars 1997      | | Tchernomyrdine I Tchernomyrdine II                  |
| Vladimir Kineliov        | 6 janvier 1996    | 14 août 1996      | | Tchernomyrdine I                                    |
| Vladimir Kadannikov      | 25 janvier 1996   | 14 août 1996      | Premier Vice-Premier ministre                                                                           | Tchernomyrdine I                                    |
| Alexandre Kazakov        | 25 janvier 1996   | 19 juillet 1996   | | Tchernomyrdine I                                    |
| Oleg Lobov               | 18 juin 1996      | 17 mars 1997      | Premier Vice-Premier ministre jusqu'au 14 août 1996                                                     | Tchernomyrdine I Tchernomyrdine II                  |
| Viktor Iliouchine        | 14 août 1996      | 17 mars 1997      | Premier Vice-Premier ministre                                                                           | Tchernomyrdine II                                   |
| Vladimir Potanine        | 14 août 1996      | 17 mars 1997      | Premier Vice-Premier ministre                                                                           | Tchernomyrdine II                                   |
| Ivan Babitchev           | 14 août 1996      | 17 mars 1997      | | Tchernomyrdine II                                   |
| Alexandre Livchits       | 14 août 1996      | 17 mars 1997      | | Tchernomyrdine II                                   |
| Valeri Serov             | 14 août 1996      | 28 février 1998   | | Tchernomyrdine II                                   |
| Vladimir Fortov          | 17 août 1997      | 17 mars 1997      | | Tchernomyrdine II                                   |
| Anatoli Koulikov         | 4 février 1997    | 23 mars 1998      | Ministre de l'intérieur                                                                                 | Tchernomyrdine II                                   |
| Anatoli Tchoubais        | 4 mars 1997       | 23 mars 1998      | Premier Vice-Premier ministre                                                                           | Tchernomyrdine II                                   |
| Oleg Sysouïev            | 17 mars 1997      | 16 septembre 1998 | | Tchernomyrdine II Kiriyenko                         |
| Alfred Koch              | 17 mars 1997      | 13 août 1997      | | Tchernomyrdine II                                   |
| Iakov Ourinson           | 17 mars 1997      | 30 avril 1998     | | Tchernomyrdine II                                   |
| Boris Nemtsov            | 17 mars 1997      | 28 août 1998      | Premier Vice-Premier ministre jusqu'au 28 avril 1998                                                    | Tchernomyrdine II Kiriyenko                         |
| Vladimir Boulgak         | 17 mars 1997      | 30 avril 1998     | | Tchernomyrdine II                                   |
| Viktor Khlystoune        | 19 mai 1997       | 24 avril 1998     | | Tchernomyrdine II                                   |
| Ramazan Abdoulatipov     | 1er août 1997     | 24 avril 1998     | | Tchernomyrdine II                                   |
| Maxim Boycko             | 13 août 1997      | 15 novembre 1997  | | Tchernomyrdine II                                   |
| Farit Gazizoulline       | 20 décembre 1997  | 24 avril 1998     | | Tchernomyrdine II                                   |
| Ivan Rybkine             | 2 mars 1998       | 24 avril 1998     | | Tchernomyrdine II                                   |
| Sergueï Kirienko         | 23 mars 1998      | 24 avril 1998     | Premier Vice-Premier ministre et Premier ministre par intérim                                           | Tchernomyrdine II                                   |
| Viktor Khristenko        | 28 avril 1998     | 28 septembre 1998 | | Kirienko                                            |
| Boris Fiodorov           | 17 août 1998      | 28 septembre 1998 | | Primakov                                            |
| Iouri Maslioukov         | 11 septembre 1998 | 19 mai 1999       | Premier Vice-Premier ministre                                                                           | Primakov                                            |
| Vladimir Boulgak         | 16 septembre 1998 | 19 mai 1999       | | Primakov                                            |
| Vladimir Ryjkov          | 16 septembre 1998 | 21 septembre 1998 | | Primakov                                            |
| Alexandre Chokhine       | 26 septembre 1998 | 30 septembre 1998 | | Primakov                                            |
| Vadim Goustov            | 18 septembre 1998 | 27 avril 1999     | Premier Vice-Premier ministre                                                                           | Primakov                                            |
| Guennadi Koulik          | 21 septembre 1998 | 19 mai 1999       | | Primakov                                            |
| Valentina Matvienko      | 24 décembre 1998  | 11 mars 2003      | | Primakov Stepachine Poutine I Kassianov             |
| Sergueï Stepachine       | 27 avril 1999     | 19 mai 1999       | Premier Vice-Premier ministre et Premier ministre par intérim depuis le 12 mai 1999                     | Primakov                                            |
| Nikolaï Aksionenko       | 21 mai 1999       | 10 janvier 2000   | Premier Vice-président                                                                                  | Stepachine Poutine I                                |
| Mikhaïl Zadornov         | 25 mai 1999       | 28 mai 1999       | Premier Vice-président                                                                                  | Stepachine                                          |
| Vladimir Chtcherbak      | 25 mai 1999       | 7 mai 2000        | | Stepachine Poutine I                                |
| Viktor Khristenko        | 31 mai 1999       | 9 mars 2004       | Premier Vice-président jusqu'au 10 janvier 2000                                                         | Stepachine Poutine I Kassianov                      |
| Ilia Klebanov            | 31 mai 1999       | 18 février 2002   | | Stepachine Poutine I Kassianov                      |
| Vladimir Poutine         | 9 août 1999       | 16 août 1999      | Premier Vice-président et Président par intérim                                                         | Stepachine                                          |
| Mikhaïl Kassianov        | 10 janvier 2000   | 17 mai 2000       | Premier Vice-président et Président par intérim depuis le 7 mai 2000                                    | Poutine I                                           |
| Sergueï Choïgou          | 10 janvier 2000   | 18 mai 2000       | Ministre des Situations d'urgences                                                                      | Poutine I                                           |
| Alexeï Koudrine          | 18 mai 2000       | 9 mars 2004       | Ministre des finances                                                                                   | Kassianov                                           |
| Alexeï Gordeïev          | 20 mai 2000       | 9 mars 2004       | | Kassianov                                           |
| Boris Aliochine          | 24 avril 2003     | 9 mars 2004       | | Kassianov                                           |
| Galina Karelova          | 24 avril 2003     | 9 mars 2004       | | Kassianov                                           |
| Alexandre Joukov         | 9 mars 2004       | 20 décembre 2011  | | Frakov I Fradkov II Zoubkov Poutine II              |
| Dmitri Medvedev          | 9 mars 2004       | 7 mai 2008        | | Fradkov I Fradkov II Zoubkov                        |
| Sergueï Ivanov           | 14 novembre 2005  | 22 décembre 2011  | Ministre de la Défense Premier Vice-président (2007–2008)                                               | Fradkov II Zoubkov Poutine II                       |
| Sergueï Narychkine       | 25 février 2005   | 12 mai 2008       | | Fradkov II Zoubkov                                  |
| Alexeï Koudrine          | 24 septembre 2007 | 26 septembre 2011 | Ministre des finances                                                                                   | Zoubkov Poutine II                                  |
| Viktor Zoubkov           | 12 mai 2008       | 21 mai 2011       | Premier Vice-président                                                                                  | Poutine II                                          |
| Igor Chouvalov           | 12 mai 2008       | 18 mai 2018       | Premier Vice-président                                                                                  | Poutine II Medvedev I                               |
| Igor Setchine            | 12 mai 2008       | 21 mai 2012       | | Poutine II                                          |
| Sergueï Sobianine        | 12 mai 2008       | 21 octobre 2010   | | Poutine II                                          |
| Dmitri Kozak             | 14 octobre 2008   | 21 janvier 2020   | | Poutine II Medvedev I Medvedev II                   |
| Alexandre Khloponine     | 19 janvier 2010   | 18 mai 2018       | Envoyé présidentiel dans le District fédéral du Caucase du Nord jusqu'au 12 mai 2014                    | Poutine II Medvedev I                               |
| Viatcheslav Volodine     | 21 octobre 2010   | 27 décembre 2011  | | Poutine II                                          |
| Dmitri Rogozine          | 23 décembre 2011  | 18 mai 2018       | | Poutine II Medvedev I                               |
| Vladislav Sourkov        | 27 décembre 2011  | 8 mai 2013        | | Poutine II Medvedev I                               |
| Arkadi Dvorkovitch       | 21 mai 2012       | 18 mai 2018       | | Medvedev I                                          |
| Olga Golodets            | 21 mai 2012       | 21 janvier 2020   | | Medvedev I Medvedev II                              |
| Sergueï Prikhodko        | 22 mai 2013       | 18 mai 2018       | | Medvedev I                                          |
| Iouri Troutnev           | 31 août 2013      |                   | Envoyé présidentiel dans le District fédéral extrême-oriental                                           | Medvedev I Medvedev II Michoustine I Michoustine II |
| Vitali Moutko            | 30 octobre 2016   | 21 janvier 2020   | | Medvedev I Medvedev II                              |
| Anton Silouanov          | 18 mai 2018       | 21 janvier 2020   | Premier Vice-président                                                                                  | Medvedev II                                         |
| Alexeï Gordeïev          | 18 mai 2018       | 21 janvier 2020   | | Medvedev II                                         |
| Konstantin Tchouïtchenko | 18 mai 2018       | 21 janvier 2020   | | Medvedev II                                         |
| Iouri Borissov           | 18 mai 2018       | 15 juillet 2022   | | Medvedev II Michoustine I                           |
| Tatiana Golikova         | 18 mai 2018       |                   | | Medvedev II Michoustine Michoustine II              |
| Maxim Akimov             | 18 mai 2018       | 21 janvier 2020   | | Medvedev II                                         |
| Andreï Belooussov        | 21 janvier 2020   | 14 mai 2024       | Premier Vice-président                                                                                  | Michoustine I                                       |
| Dmitri Grigorenko        | 21 janvier 2020   |                   | | Michoustine I Michoustine II                        |
| Viktoria Abramtchenko    | 21 janvier 2020   |                   | | Michoustine I Michoustine II                        |
| Marat Khousnoulline      | 21 janvier 2020   |                   | | Michoustine I Michoustine II                        |
| Alexeï Overtchouk        | 21 janvier 2020   |                   | | Michoustine I Michoustine II                        |
| Dmitri Tchernychenko     | 21 janvier 2020   |                   | | Michoustine I Michoustine II                        |
| Denis Mantourov          | 15 juillet 2022   |                   | Premier Vice-président                                                                                  | Michoustine I Michoustine II                        |
| Dmitry Patrushev         | 14 mai 2024       |                   | | Michoustine II                                      |
| Vitaly Savelyev          | 14 mai 2024       |                   | | Michoustine II                                      |

## À voir également
- Premier vice-premier ministre de la Russie